# Место под солнцем (телесериал, 2021)
«Место под солнцем» (порт. Um Lugar ao Sol) — бразильская теленовелла, созданная создательницей Лисией Манзу. В главных ролях: Кауа Реймонд, Алинне Мораес, Андрея Орта, Хуан Пайва и Андреа Бельтрао. Сериал выходил на канале TV Globo с 8 ноября 2021 года по 25 марта 2022 года в количестве 119 серий.

## Сюжет
Кристиан и Кристофер — братья-близнецы, которых разлучили при рождении. Действительно, после смерти их матери во время родов их отец Эрнани отдал Кристиана в приют, а Кристофера - богатой паре из Рио-де-Жанейро. Кристиан и Кристофер, переименованные в Ренату, вырастут, не подозревая о существовании друг друга.
Последние несколько лет Кристиан изо всех сил пытается выжить, в то время как у Ренату никогда не было проблем с деньгами. Когда они встречаются снова, происходит трагедия: Ренато убивают. Идентифицированный как Кристиан, последний занимает место своего брата. Но для этого он должен оставить позади свою истинную личность и свою настоящую любовь.

## В ролях
- Кауа Реймонд — Кристиан Алвес дус Сантуш (Крис) / Ренату (ложь) / Кристофер Алвес дус Сантуш / Ренату Мунис Мейреллес
- Алинне Мораес — Барбара Ассунсао Мейреллиш
- Андрея Орта — Лара Морейра Триндади
- Джуан Пайва — Рави Перейра да Силва
- Андреа Бельтрао — Ребека Ассунсао Муран
- Мариета Северу — Ана Мария Морейра Бастус (Нока)
- Жозе де Абреу — Сантьягу Ассунсао
- Ана Беатрис Ногейра — Эленис Мунис Мейреллес
- Фернанда де Фрейтас — Эрика Рибейру Ассунсао
- Габриэль Леоне — Фелипе Соарес
- Дантон Мелу — Матеуш Ногейра Сейлс
- Ана Бэрд — Николь Ассунсао
- Даниэль Дантас — Тулиу Моуран
- Пати Дехесус — Мария Рут Валенте (Рут)
- Дениз Фрага — Жулия Соарес
- Фернанда Маркес — Сесилия Ассунсао
- Лара Тремуру — Джойс Родригес Феррейра (Джой)
- Регина Брага — доктор Ана Вирджиния Соарес
- Марку Рикка — Брену Мартинс
- Мариана Лима — Илана Пратес
- Наталия Лаже — доктор Габриэла Маседу Гаспар
- Отавиу Мюллер — Паку Валентим
- Клаудия Мауру — Хелена Валентим
- Рената Гаспар — Стефани Рибейру
- Данилу Грангейя — Рони Силвейра да Кунья
- Саманта Квадраду — Мел Валентим
- Анжела Фигейреду — Мерседес
- Стелла Фрейтас — Гейзе Пимента
- Фернанду Эйрас — Теодору Мунис
- Джорджина Кастру — Тьяна Морейра
- Джу Коломбу — Далва
- Клаудия Миссура — Люсилия Мартинс
- Луис Серра — Домисиу Мартинш
- Яра де Новаес — Инасия Родригес Феррейра
- Роберту Аленкар — Валдир
- Индира Насименту — Жанин Жардим
- Бруна Мартинс — Бела
- Саманта Джонс — Адель
- Майара Тереза — Лейла
- Павел Реймонд — Иосиас
- Маджу Лима — Мария Рита Сейлз Праду (Мари)
- Мигель Шмид — Луан Рибейру
- Майте Родригес — Ясмин Родригес Феррейра (Мими)
- Альвару Брандао — Андерсон Родригес Феррейра

## Производство
В январе 2020 года начался кастинг теленовеллы. В следующем месяце первые сцены начали сниматься в Праге, Чехия. В марте 2020 года из-за пандемии COVID-19 канал «Глобу» приостановил на неопределенный срок производство теленовеллы, премьера которой должна была состояться в мае. Съемки возобновились в ноябре 2020 года в соответствии со строгими медицинскими протоколами и завершились 24 сентября 2021 года.

## Рейтинги
| Сезон | Временной интервал (BRT)  | Эпизоды | Премьера      | Премьера           | Финал         | Финал              |
| Сезон | Временной интервал (BRT)  | Эпизоды | Дата          | Зрители (миллионы) | Дата          | Зрители (миллионы) |
| ----- | ------------------------- | ------- | ------------- | ------------------ | ------------- | ------------------ |
| 1     | понедельник-суббота 21:15 | 119     | 8 ноября 2021 | 25.2               | 25 марта 2022 | 25.0               |

## Награды и номинации
| Год  | Премия                   | Категория          | Номинант      | Результат |
| ---- | ------------------------ | ------------------ | ------------- | --------- |
| 2021 | Prêmio APCA de Televisão | Лучшая теленовелла | Лисия Манзу   | Номинация |
| 2021 | Prêmio APCA de Televisão | Лучший актер       | Кауа Реймонд  | Номинация |
| 2021 | Prêmio APCA de Televisão | Лучший актер       | Джуан Пайва   | Победа    |
| 2022 | Troféu Imprensa          | Лучшая теленовелла | Лисия Манзу   | Победа    |
| 2022 | Troféu Internet          | Лучшая теленовелла | Лисия Манзу   | Победа    |
| 2022 | Troféu Internet          | Лучший актер       | Кауа Реймонд  | Номинация |
| 2022 | Troféu Internet          | Лучшая актриса     | Алинне Мораес | Номинация |